# أنطون فرانشيسكو دوني
أنطون فرانشيسكو دوني (بالإيطالية: Anton Francesco Doni)، كاتب ومترجم وموسيقي إيطالي. ولد في فلورنسا في 16 مايو 1513 وتوفي في شهر سبتمبر سنة 1574.

## روابط خارجية
- أنطون فرانشيسكو دوني على موقع الموسوعة البريطانية (الإنجليزية)
- أنطون فرانشيسكو دوني على موقع ميوزك برينز (الإنجليزية)